# Heinrich Kübler
Heinrich Kübler (* 27. Oktober 1905 in Stuttgart; † 22. Juni 1965 ebenda) war ein deutscher Maler und Grafiker.

## Leben und Werk
Heinrich Kübler studierte von 1922 bis 1924 bei Bernhard Pankok und Rudolf Rochga an der Kunstgewerbeschule Stuttgart und absolvierte eine Ausbildung zum Dekorationsmaler. 1924 wirkte er als Bühnenmaler am Stadttheater Zürich. 1925 studierte er bei Karl Caspar an der Kunstakademie München. Von 1925 bis 1932 setzte er sein Studium bei Arno Waldschmidt, Christian Landenberger, Heinrich Altherr und Robert Breyer an der Kunstakademie Stuttgart fort. Von 1929 bis 1932 war er Meisterschüler von Heinrich Altherr. Zur Finanzierung seines Studiums arbeitete er während der Semesterferien in Zürich und Zug mit dem Kirchenmaler Fritz Kunz zusammen. Kübler unternahm Studienreisen nach Österreich, in die Schweiz und nach Italien.
Ab 1932 wirkte Heinrich Kübler als freischaffender Künstler mit eigenem Atelier in Stuttgart. 1939 war er als Grafiker für Trickfilme tätig. 1940 wirkte er als Assistent bei Dreharbeiten für einen Film in Polen. 1941 realisierte er einen Wandbildauftrag in Stuttgart. 1941 wurde er zum Kriegsdienst eingezogen. 1944 wurde sein Atelier durch Bombeneinwirkung zerstört. Seine Familie wurde auf die Schwäbische Alb evakuiert.
Nach der Rückkehr aus dem Kriegsdienst realisierte er mit Rudolf Yelin ein Wandbild in Isny. Zudem übernahm er Lehrtätigkeiten in einer Stuttgarter Schule. 1947 wurde er Wiederbegründer und Juror der Stuttgarter Sezession. Zusammen mit Wilhelm Blutbacher realisierte er in diesen Jahren ein Fresko für die Erlöserkirche in Ludwigsburg. Er wurde Mitbegründer der Freien Kunstschule Stuttgart und dort auch Lehrer für Malerei und Komposition. 1948 bezog er ein neues Atelier in Stuttgart. Von 1949 bis 1953 wirkte er als Beirat beim Verband Bildender Künstler Württembergs in Stuttgart. Von 1950 bis 1953 wirkte er als künstlerischer Beirat im Württembergischen Kunstverein. In der Zeit von 1950 bis 1965 wirkte er als Berater bei der Fassaden- und Innenraumgestaltung von öffentlichen und privaten Gebäuden mit (u. a. Rathaus Stuttgart, SKF Schweinfurt, Farbwerke Höchst in Frankfurt/Main). In dieser Zeit realisierte er viele öffentliche und private Wandbildaufträge und Glasfenster. 1956 übernahm er Lehrtätigkeiten an der Höheren Fachschule für das Malerhandwerk in Stuttgart.

## Ausstellungsbeteiligungen (Auszug)
- 1930, 1931, 1932: Juryfreie Künstlervereinigung Stuttgart.
- 1931: Ausstellung Württemberger Künstler in der Münchener Residenz.
- 1932, 1947: Stuttgarter Sezession (u. a. mit dem Gemälde „Stuttgarter Schlossplatz 1945“).
- 1937: Stuttgarter Kunstausstellung 1937
- 1950: Ausstellung „Zwei Jahrhunderte Malerei in Stuttgart“
- 1952 Ausstellung „Bildende Hände“ in Stuttgart.
- 1953: Ausstellungsteilnahme in Dresden.
- 1957: Ausstellungsteilnahme „Dresden–Stuttgart“ in Stuttgart.
- 1959: Ausstellung der Landesgirokasse „Maler sehen Stuttgart“.
- 1969: Gedächtnisausstellung im Württembergischen Kunstverein in Stuttgart.